# Ньюдегейт, Фрэнсис
Фрэнсис Ньюдегейт (англ. Francis Newdegate), полное имя Фрэнсис Александр Ньюдигейт Ньюдегейт (англ. Francis Alexander Newdigate Newdegate; 31 декабря 1862, Челси, Лондон, Англия — 2 января 1936, Нанитон, Уорикшир, Англия) — британский политический деятель и администратор, 12-й губернатор Тасмании (1917—1920), 20-й губернатор Западной Австралии (1920—1924).

## Биография
Фрэнсис Ньюдигейт родился 31 декабря 1862 года в Челси (Лондон, Англия) в семье подполковника Фрэнсиса Уильяма Ньюдигейта (Francis William Newdigate) и его первой жены Шарлотты Элизабет Агнес Софии, урождённой Вудфорд (Charlotte Elizabeth Agnes Sophia, née Woodford). Он сменил фамилию на Ньюдегейт (Newdegate) в 1902 году, исполняя завещание своего дяди.
Ньюдигейт обучался в Итонском колледже, затем в Германии (в Лейпциге и Ганновере), а потом в Королевском военном училище в Сандхерсте. С 1883 года он служил в Гренадерском гвардейском полку, в составе которого в 1885—1887 годах он побывал в Индии, Австралии и других британских колониях. 13 октября 1888 года он женился на Элизабет Софие Лусии Бэгот (Elizabeth Sophia Lucia Bagot).
С 1892 года Ньюдегейт работал в Парламенте Великобритании. В 1892—1906 годах он был членом Палаты общин от Нанитона, а в 1909—1917 годах — от Тамуэрта. В 1917 году он стал рыцарем-командором (KCMG) Ордена Святых Михаила и Георгия.
30 марта 1917 года Фрэнсис Ньюдегейт вступил в должность губернатора Тасмании. Он проработал на этом посту до 22 февраля 1920 года.
После этого Ньюдегейт был назначен губернатором Западной Австралии и вступил в должность 9 апреля 1920 года. Он проработал на этом посту до 16 июня 1924 года.
После этого Ньюдегейт возвратился в Англию. В 1925 году он стал рыцарем Великого Креста (GCMG) Ордена Святых Михаила и Георгия. Фрэнсис Ньюдегейт скончался 2 января 1936 года в Нанитоне (графство Уорикшир).

## Память
В честь Фрэнсиса Ньюдегейта назван населённый пункт Ньюдегейт в Западной Австралии, основанный в 1925 году.